# Мюльдорф
Мюльдорф (нім. Mühldorf) — місто в Німеччині, розташоване в землі Баварія. Підпорядковується адміністративному округу Верхня Баварія. Адміністративний центр району Мюльдорф.
Площа — 29,42 км2. Населення становить 20 962 ос. (станом на 31 грудня 2020).